# Chambre de commerce et d'industrie en France
 (février 2021).
Si vous disposez d'ouvrages ou d'articles de référence ou si vous connaissez des sites web de qualité traitant du thème abordé ici, merci de compléter l'article en donnant les références utiles à sa vérifiabilité et en les liant à la section « Notes et références ».
Pour un article plus général, voir Chambre de commerce.
Les chambres de commerce et d'industrie (CCI) sont, en France comme dans d'autres pays, des organismes chargés de représenter les intérêts des entreprises commerciales, industrielles et de services d'une zone géographique et de leur apporter certains services. Les CCI sont un des trois types de chambre consulaire avec les chambres d'agriculture et les chambres de métiers et de l'artisanat.
Ce sont des établissements publics, dénommés par le législateur « établissements publics économiques », qui peuvent, en outre, gérer des équipements au profit de ces entreprises. Leur organisation actuelle a été fixée par la loi du 9 avril 1898 plusieurs fois modifiée et en dernier lieu codifiée au livre VII du Code de commerce.
Les chambres de commerce et d'industrie françaises sont organisées au sein d'un réseau national baptisé CCI France.

## Histoire
C'est en 1599 à Marseille qu'ouvre pour la première fois un simple bureau du commerce, composé de quatre députés choisis « parmi les hommes d’affaires apparents, dignes, suffisants et solvables », désignés par le conseil de ville. Ce bureau est approuvé par lettres patentes du roi Henri IV l’année suivante. Le deuxième bureau du commerce est créé à Rouen en 1601, puis, la même année, un troisième à Paris. En 1650, le bureau du commerce marseillais prend le nom de chambre de commerce, et devient indépendant du conseil de ville.
Avant la Révolution, on trouve ainsi des chambres de commerce à Marseille, Dunkerque (1700), Lyon (1702), Rouen (1703) et Toulouse (1703), Montpellier (1704), Bordeaux (1705), Lille (1714), La Rochelle (1719), Bayonne (1726), Saint-Pierre en Martinique (qui regroupe commerce et agriculture, 1759), et Amiens (1761). Dans cette dernière, siègent également des « fabricants », ébauche de la composante industrielle. Six de ces onze chambres sont situées dans des villes portuaires, et il n'en existe pas à Paris.
Abolies en 1791, les chambres sont rétablies par Jean-Antoine Chaptal en 1802, mais n'obtiennent leur organisation fondamentale que par la loi du 9 avril 1898. Pendant la Première Guerre mondiale et dans les années 1920, les chambres de commerce frappèrent de très nombreuses monnaies de nécessité.
Dans les années 1980, le réseau des CCI dut composer avec la rivalité des conseils régionaux dans les affaires économiques. En l'espace d'une décennie, le budget de l'ensemble des conseils régionaux devint près de dix fois supérieur à celui de l'ensemble des CCI et les régions commencèrent à investir durablement le champ de l'interventionnisme économique et social.

## Les chambres de commerce et d'industrie

### Organisation
Les CCI sont structurées en réseau. Il se compose :
- d'une tête de réseau « CCI France »,
- de 122 établissements publics de niveau national, régional et de proximité :
  - 81 chambres de commerce et d'industrie territoriales (CCIT),
  - 10 chambres de commerce et d'industrie locales,
  - 6 chambres de commerce et d'industrie départementales d’Île-de-France,
  - 6 chambres de commerce et d'industrie dans les collectivités d’outre-mer et de Nouvelle-Calédonie : Nouvelle Calédonie, Polynésie Française, Saint-Barthélemy, Saint Martin, Saint Pierre et Miquelon, Wallis-et-Futuna,
  - 18 chambres de commerce et d'industrie de région (CCIR) dont 5 CCI de région des DOM : Guyane, Iles de Guadeloupe, La Réunion, Martinique et Mayotte,
- de 126 chambres de commerce et d'industrie françaises à l'international (CCIFI) réparties dans 95 pays.

### Logos du réseau des CCI

Visuel des CCI de 1991 à 2012.
Visuel des CCI de 2012 à 2018.
Visuel en cours depuis 2018.

### Les CCI territoriales
Elles sont créées par décret sur la base du schéma directeur régional du réseau ; elles sont rattachées à une CCIR. Les CCIT ont la possibilité de fusionner avec une autre CCIT de deux manières :
- de manière volontaire ;
- si elles ne sont pas inscrites dans le schéma directeur régional (CCIT de moins de 4 500 ressortissants).

Elles peuvent devenir une délégation sans personnalité morale de la nouvelle CCIT ainsi créée. Dans le cas où la nouvelle CCIT est située sur deux régions, la CCIR de rattachement est choisie d’un commun accord ; à défaut, la CCIT est rattachée à la région où se situe sa part du poids économique la plus importante. Les CCIT disposent d’un droit d’expérimentation en cohérence avec la stratégie régionale adoptée par la CCIR de rattachement. Elles exercent une fonction de représentation territoriale et sont associées à l’élaboration par les Collectivités territoriales des documents d’urbanisme (schéma de cohérence territoriale [SCOT] et plans locaux d'urbanisme [PLU]). Elles peuvent se voir déléguer le droit de préemption par les communes ou leurs groupements pour la réalisation d’aménagements commerciaux. Elles ont pour attributions spécifiques, et avec les moyens budgétaires et en personnels nécessaires à leur bon accomplissement :
- la création et la gestion des centres de formalités des entreprises (CFE) et, dans le respect du droit de la concurrence, de tout autre dispositif de conseil et d’assistance aux entreprises ;
- la maîtrise d’ouvrage et la gestion d’infrastructures (en conformité, le cas échéant, avec le schéma sectoriel régional correspondant) ;
- le recrutement et la gestion des agents de droit public par délégation permanente de la CCIR ;
- le recrutement et la gestion directe des agents de droit privé affectés aux activités portuaires et aéroportuaires ;
- la création et la gestion d’un fichier des entreprises de leur circonscription et de bases de données économiques nécessaires à leurs missions ;
- la création et la gestion d’établissements de formation.

Les CCIT sont l’autorité compétente en matière de guichet unique. Sauf disposition contraire, elles exercent gratuitement les missions de service public obligatoires qui leur sont confiées par la loi et le règlement (délivrance des certificats à l’export [CFE], enregistrement des contrats d’apprentissage, etc.). Elles peuvent facturer des prestations complémentaires aux services publics dans des limites définies par décret. Les CCIT ont la possibilité de transférer, avec neutralité fiscale, un service, un équipement ou une activité à une autre CCIT ou à la CCIR de rattachement.

### Les CCI de Région
En principe est créée, par décret, une CCIR par région administrative. Il existe cependant une possibilité de fusion entre deux CCIR après accord des CCIT concernées. Les CCI des départements d’outre-mer ont la double compétence des CCIR et des CCIT. Les CCIR exercent l’ensemble des compétences générales du réseau, et plus particulièrement :
- elles sont consultées par le Conseil régional pour tout dispositif d’assistance aux entreprises qu’il envisage de créer ;
- elles sont associées à l’élaboration du SRADT - Schéma régional d’aménagement et de développement du territoire et des SCOT – Schéma de cohérence du territoire, si ceux-ci dépassent la circonscription d’une CCIT ;
- elles peuvent assurer la maîtrise d’ouvrage de tout projet d’infrastructure ou d’équipement, notamment de transport ;
- elles peuvent créer et gérer tout service concourant à l'exercice de leurs missions ;
- elles recrutent et gèrent les agents de droit privé nécessaires au bon accomplissement de leurs services publics industriels et commerciaux.

Les CCIR soutiennent et encadrent les activités des CCIT. À ce titre elles définissent et adoptent à la majorité des 2/3 une stratégie régionale applicable à l’ensemble de leur circonscription, adoptent à la majorité simple un budget annuel ; la CCIR vérifie la cohérence des projets de budgets des CCIT avec les ressources qui leur sont allouées, le budget de la CCIR et la stratégie régionale, établissent un schéma directeur régional qui définit le nombre et la circonscription des CCIT, répartissent, notamment en conformité avec les schémas sectoriels, la ressource fiscale affectée à la CCIR ; elles peuvent également abonder le budget d’une CCIT pour faire face à des difficultés particulières; recrutent et gèrent la situation statutaire du personnel de droit public, et les mettent à disposition des CCIT ; elles peuvent déléguer, après autorisation de leur assemblée générale, aux présidents de CCIT le recrutement et la gestion du personnel de droit public nécessaires à leurs missions opérationnelles; assurent des fonctions d’appui juridique et d’audit au bénéfice des CCIT, et les soutiennent dans la gestion de leurs ressources humaines, comptabilité, communication et systèmes d’information, peuvent confier, par convention, à une CCIT justifiant d’une expertise particulière la maîtrise d’ouvrage de tout projet d’infrastructure ou d’équipement, la gestion de services industriels et commerciaux, l’administration d’établissements de formation, les fonctions de soutien administratif à l’exception de la paie des agents administratifs; peuvent prendre des mesures pour pallier les carences des services obligatoires assurés par les CCIT et remplir les missions en lieu et place de la CCIT défaillante; assurent la coordination des fichiers d’entreprises des CCIT et peuvent créer des bases de données d’informations économiques; remplissent la mission consultative et émettent des avis sur les questions relevant de leur compétence ; ces avis sont communiqués aux CCIT. élaborent un schéma régional de formation professionnelle en cohérence avec le contrat de plan régional de développement des formations professionnelles, adoptent des schémas sectoriels dans les domaines suivants :
- gestion des équipements aéroportuaires et portuaires ;
- formation et l’enseignement ;
- aide à la création, à la transmission et au développement des entreprises ;
- développement durable ;
- développement international ;
- intelligence économique ;
- recherche et l’innovation.

#### Gestion d'équipements
- Ports maritimes et fluviaux
- Aérodromes et aéroports
- Gares routières
- Ponts à péage
- Zones industrielles
- Entrepôts
- Magasins généraux
- Halles centrales
- Bourses de marchandises
- Sociétés immobilières

#### Centres de formation
- École supérieure de commerce
- Écoles de gestion et de commerce
- Écoles d'ingénieurs
- Centres de formation des apprentis
- Centre de formation professionnelle initiale
- Centre de formation continue

### Financement des CCI
Le financement des Chambres de commerce et d’industrie est assuré par :
- la taxe pour frais de chambres de commerce et d’industrie (TCCI) composée de la taxe additionnelle à la cotisation foncière des entreprises (TACFE) et de la taxe additionnelle à la cotisation sur la valeur ajoutée des entreprises (TACVAE) ;
- les recettes provenant de leurs activités propres de formation ou de conseil ;
- la gestion d’équipements comme les ports et les aéroports ;
- et de toutes les autres ressources prévues à l’article L710-1 du code de commerce.

Il existe dans de nombreux pays des organismes ayant des dénominations ou des missions similaires. Dans certains cas ce sont, comme en France, des organismes publics. Ce sont également, dans de nombreux pays, des associations de droit privé. Dans ce dernier cas, l'adhésion est volontaire et non obligatoire (voir à ce sujet l'article chambre de commerce).

### Réforme des chambres de commerce et d'industrie[Passageàactualiser]
Lancée en 2009 à l’initiative du réseau, la réforme des CCI s’inscrit dans le cadre de la révision générale des politiques publiques (RGPP), destinée à rationaliser le fonctionnement de l’État et de l’administration publique en France.
Elle s’est traduite par l’adoption de la loi no 2010-853 du 23 juillet 2010 relative aux réseaux consulaires, au commerce, à l’artisanat et aux services et deux décrets d’application :
- décret no 2010-924 du 3 août 2010 relatif au régime électoral des CCI ;
- décret no 2010-1463 du 1er décembre 2010 mettant en œuvre la réforme du réseau des CCI.

La réforme a pour ambitions de :
- clarifier les missions du réseau ;
- porter une nouvelle organisation du réseau ;
- modifier le régime électoral ;
- refondre les ressources fiscales des CCI.

## CCI France
CCI France est l'établissement national fédérateur et animateur des chambres de commerce et d'industrie françaises. Porte-parole du réseau consulaire, CCI France a pour vocation à représenter et défendre les intérêts des entreprises auprès des pouvoirs publics français et européen. Elle joue un rôle de corps intermédiaire à vocation économique pour promouvoir le développement des entreprises et des territoires.
CCI France exerce une mission d’animation, d’appui et de conseil auprès des CCI qui accompagnent la croissance des entreprises, de leur création à leur transmission, et qui participent au développement du potentiel économique des territoires.
L’établissement succède à l'Assemblée permanente des chambres de commerce et d'industrie (APCCI) créée en 1964. Il est nommé dans un premier temps (1991) l'Assemblée des chambres françaises de commerce et d'industrie (ACFCI). À partir de 2012, le sigle CCI est utilisé en tant que nom pour les chambres en France, ainsi l’établissement tête de réseau est donc renommé CCI France.
Basé à Levallois-Perret, les services de CCI France sont placés sous la responsabilité d'un directeur général et compte plus d'une centaine de collaborateurs directs ainsi que de plusieurs entités périphériques. Les ressources de CCI France proviennent d'une quote-part des recettes fiscales (la taxe pour frais de chambres), de recettes propres et de contributions publiques.

### Historique
- 1899 : Mise en place de l'assemblée des présidents ;
- 1964 : Création de l'assemblée permanente des chambres de commerce et d'industrie (APCCI) ;
- 2008 : Projet de réforme des chambres de commerce et d'industrie, visant à conjuguer le maintien d’une proximité territoriale et l'émergence de l’échelon régional ;
- 2010 : Promulgation de la loi no 2010-853 du 23 juillet, réformant le réseau des chambres de commerce et d'industrie. Promulgation du décret d'application no 2010-1463 du 1er décembre ;
- 2012 : Les chambres de commerce adoptent une nouvelle identité. Le réseau est appelé CCI de France et son établissement fédérateur CCI France ;
- 2018 : À l'occasion d'un changement d'identité, une simplification de la communication est opérée. L'établissement fédérateur conserve sa dénomination CCI France. Le réseau est quant à lui nommé chambre de commerce et d'industrie.

### Identité visuelle (logo)

Logo de l'ACFCI de juillet 1991 à août 2012.
Logo de CCI France de août 2012 à novembre 2018.
Logo de CCI France depuis novembre 2018.

### Organisation
CCI France est composé des présidents des CCIR, CCIT, CCI départementales d’Île-de-France et des CCI des Collectivités d’Outre-mer et de Nouvelle-Calédonie. Porte-parole des 107 chambres de commerce et d'industrie territoriales (CCIT), 6 chambres des collectivités d’Outre-Mer et de Nouvelle-Calédonie et des 18 chambres de commerce et d'industrie de région (CCIR) dont 5 des départements d’Outre mer, CCI France remplit une double mission : Représenter et défendre les intérêts de 2 900 000 entreprises ressortissantes auprès des pouvoirs publics français et européens, des instances internationales et des grands partenaires publics et privés. Elle dispose d'un bureau à Bruxelles et entretient des liens étroits avec les chambres de commerce et d'industrie françaises à l'étranger (CCIFE).
Elle participe aux délibérations de nombreux organismes nationaux de concertation à vocation économique et sociale. Elle joue ainsi pleinement son rôle de corps intermédiaire à vocation économique pour promouvoir le développement des entreprises et des territoires. Les prises de position de CCI France sont transmises aux Pouvoirs Publics. Ses travaux d'analyse et de prospective donnent lieu à des publications régulières.
Apporter appui et conseil aux CCI dans leurs activités et assurer la synthèse de leurs propositions sur les moyens d'accroître la prospérité de l'industrie, du commerce et des services. CCI France a également pour ambition de faciliter la mise en commun des bonnes pratiques et l'échange d'expériences afin d'accroître l'homogénéité et la qualité des prestations sur l'ensemble du territoire. Elle est à l'origine de la constitution de centres de ressources et anime des réseaux techniques d'appui aux entreprises fédérant les actions de l'ensemble des CCI, en lien avec les grands domaines d'activité économique et les préoccupations des entreprises.
- Le président : Il représente CCI France auprès des pouvoirs publics et dans tous les actes de la vie civile. Il nomme le directeur général de CCI France . Il est élu pour cinq ans par ses pairs, chefs d'entreprise eux-mêmes et présidents de CCI. Son président actuel est Alain Di Crescenzo ,
- Le bureau (15 membres) : C’est une instance d'analyse et de propositions pour les grands dossiers. Il assiste le président dans l'exercice de ses fonctions. Il étudie toutes les questions qui doivent être soumises au comité directeur et à l'assemblée générale.
- Le comité directeur (30 membres) : C’est une instance d’échanges sur les projets du réseau qui s'assure du suivi et de l'exécution des décisions prises par l'assemblée générale. Il prend des décisions entre deux assemblées générales.
- L'assemblée générale (126 membres) : Elle élit le président et détermine les orientations stratégiques de CCI France. Elle vote le budget, approuve les comptes et adopte tous les actes de l'établissement public[6].

### Les domaines d’intervention
- représenter le réseau et les intérêts du commerce, de l’industrie et des services sur les plans national, européen et international
- assurer l’animation de l’ensemble du réseau, et notamment :
  - élaborer une stratégie nationale du réseau "CCI de France" ;
  - adopter des normes d’intervention pour les établissements du réseau et veiller à leur respect ;
  - gérer des projets de portée nationale intéressant le réseau ;
  - proposer aux CCIT et aux CCIR des fonctions de soutien dans les domaines juridiques, techniques et financiers ainsi que dans la communication institutionnelle ;
  - définir et suivre la mise en œuvre de la politique de gestion du personnel, négocier et signer les accords nationaux en matière sociale ;
  - coordonner les actions du réseau à l’international avec celui des CCIFE – chambres de commerce et d’industrie Françaises à l’étranger ;
  - passer des marchés ou accords cadres pour le compte du réseau ou assurer la fonction de centrale d’achats pour le réseau ;
  - diligenter ou mener des audits relatifs au fonctionnement des CCI qui seront communiqués à l’autorité de tutelle ;
  - constituer une instance de conciliation à la demande des chambres du réseau pour les différends les opposant entre elles.

### Relations internationales
CCI France a été une des premières organisations économiques françaises à disposer d'un bureau permanent à Bruxelles, créé en 1980, époque où la République fédérale d'Allemagne et l'Espagne (qui n'était pas encore membre de la CEE) disposaient déjà d'une présence similaire. Dans les années 1980, ce bureau, dirigé par Henri Malosse, se proposait :
- de mettre en réseau hauts représentants du monde consulaire français et hauts fonctionnaires européens ;
- de coordonner les liaisons entre les CCI françaises et les CCI et associations de CCI des autres pays de l'espace européen au sein de l'association Eurochambres ;
- d'être un lieu de contacts et d'appui technique pour les CCI et entreprises françaises au sein de la CEE.

Ce bureau, devenu en 2006 une direction, est situé au cœur des institutions européennes dans la Maison des chambres, avenue des Arts 19AD B- 1000 Bruxelles.
Elle y siège avec Eurochambres et les associations des chambres de commerce et d’industrie de plusieurs pays, tels que l’Allemagne (DIHK – IHK Nord), l’Autriche (WKÖ), le Danemark (Dansk Erhverv), la Grande-Bretagne (British Chamber of Commerce) et Chypre (Turkish -Cypriot Chamber of Commerce).